# Palau de les Belles Arts
Il Palau de les Belles Arts era un edificio polifunzionale che si trovava a Barcellona.
Costruito in occasione dell'Esposizione Universale del 1888 si trovava di fronte al Parc de la Ciutadella, all'angolo tra Passeig de Lluís Companys e Passeig de Pujades, ed era destinato ad accogliere mostre artistiche, concerti ed eventi culturali.

## Architettura
L'edificio, opera di August Font, aveva una pianta rettangolare di 91x50 metri e all'esterno spiccavano quattro torri angolari con mattoni a vista con le due della facciata principale coronate da cupole.
La struttura in ferro copriva una grande sala centrale mentre al secondo piano si trovavano diverse stanze che prendevano luce dal soffitto ed ospitavano eventi e mostre. Era decorato con sculture e dipinti dei migliori artisti dell'epoca, tra cui Mariano Benlliure.
Dopo l'Expo il palazzo rimase aperto fino al 1938 quando il salone centrale venne colpito da una bomba sganciata dall'Aeronautica Legionaria durante la guerra civile spagnola.
Durante l'estate del 1942, con la motivazione delle cattive condizioni, il palazzo venne demolito dal regime franchista anche se è più le verosimile che la ragione sia stata quella di vendere il ferro della struttura e cancellare il palazzo dalla mappa culturale della città.

## Utilizzo
Il 20 maggio 1888 nel Palau de les Belles Arts, alla presenza della regina Maria Cristina e del giovane re Alfonso XIII, si tenne l'inaugurazione ufficiale dell'Esposizione Universale e negli anni successivi il palazzo venne utilizzato come sede dei festeggiamenti dei Giochi floreali.
Il palazzo veniva usato anche dall'Orchestra Sinfonica e dalla Banda Municipale di Barcellona che vi tenevano regolarmente concerti.
Era inoltre utilizzato come sala mostre e, tra il 1891 e il 1915, fu la prima sede del Museo Municipale di Belle Arti di Barcellona, che conservava diverse collezioni d'arte che in seguito vennero trasferite al MNAC.
Il Palau de les Belles Arts ospitò anche la prima mostra personale di Pablo Picasso.